# Technische Einsatzeinheit
Technische Einsatzeinheiten (TEE) sind spezialisierte deutsche Polizeikräfte der Bereitschaftspolizeien der Landespolizei und der Bundespolizei mit besonderen Aufgaben.
Ihnen unterstehen die Wasserwerfer und Sonderwagen, Taucher und weitere spezialisierte Kräfte.